# Wágner
Wágner, właśc. Wágner Ferreira dos Santos (ur. 29 stycznia 1985 w Sete Lagoas) – brazylijski piłkarz obecnie występujący na pozycji pomocnika w barwach chińskiego Tianjin Teda.

## Kariera klubowa
Rozpoczął karierę w barwach América Mineiro, następnie grał dla Cruzeiro EC, innego klubu z Belo Horizonte. W styczniu 2007 Cruzeiro sprzedało Wágnera do Al-Ittihad za około 9 milionów euro, jednak ze względu an niewywiązanie się z płatności przez Al-Ittihad w czerwcu 2007 powrócił do Cruzeiro. 7 sierpnia 2009 portal Championat.ru podał, że nabył go Lokomotiw Moskwa za 6 milionów euro. 3 dni później transfer został potwierdzony przez Nikołaja Naumowa, prezesa Lokomotiw Moskwa. 27 grudnia przeszedł do Gaziantepspor za 3 miliony euro. W latach 2012–2015 grał we Fluminense FC, a następnie trafił do Tianjin Teda.